# Bactrocera perplexa
Bactrocera perplexa är en tvåvingeart som först beskrevs av Walker 1861.  Bactrocera perplexa ingår i släktet Bactrocera och familjen borrflugor. Inga underarter finns listade.